# Fill (Musik)
Ein Fill (engl. für füllen) bezeichnet in der Musik die Ausschmückung eines Musikstücks. 

## Allgemeines
Fills sind Bestandteile der Unterhaltungsmusik, in der klassischen Musik kommen sie im streng formalen Sinne nicht vor. Sie gehören in die Kategorie der Improvisation, da sie weitgehend frei und spontan in die Musikpassagen eingefügt werden. Sie dienen der Überbrückung kurzer Stimm- oder Melodieunterbrechungen oder der Betonung eines bestimmten Rhythmus. Sie können in einer Band von Mitgliedern der Rhythmus- oder Melodiegruppe gespielt werden.

## Arten
Zunächst wird zwischen fill in und fill out unterschieden.
- Fill in sind Überbrückungen zwischen melodischen Phrasen (etwa durch Atempausen des Sängers oder Pausen), die als akzentuierte Akkorde oder Melodiefloskeln bei weiterlaufendem Beat in der Rhythmusgruppe eingestreut werden.[1] Mit dem Schlagzeug ausgeführte fill ins dienen zur Steigerung der rhythmischen Intensität eines Musikstückes, insbesondere durch Kenny Clarke eingesetzt. Im Notenbild fordert der Ausdruck fill in zum Improvisieren auf.

- Fill out ist eine gleichmäßige, den Beat stützende markante Schlagzeugfigur. Die Zeit wird durchgehend mit rhythmisch akzentuierten Schlaggeräuschen ausgefüllt, etwa das ununterbrochene „Rühren“ mit dem Besen auf der kleinen Trommel oder ein fortwährendes Anschlagen des Beckens, wodurch ein durchgehendes, zischendes Geräusch entsteht.[2] Vertreter des fill out mit dem Besen war insbesondere Denzil Best.

## Einsatzform
Im Hinblick auf die Einsatzform gibt es melodische, harmonische und rhythmische Fills.
- Ein melodisches Fill ist die kurze Variation in der Melodieführung, z. B. durch Vorschlagsnoten oder auch ein Tremolo.
- Harmonische Fills erreicht man zum Beispiel, indem man vor einem eigentlich folgenden Dur-Akkord den entsprechenden Septakkord einfügt. Es ist also eine Variation der Begleitharmonien.
- Allein durch Perkussion bildet man rhythmische Fills. Diese sind z. B. ein kurzer Trommelwirbel oder Variationen in der Schlagtechnik.